# Роман Романенко
Роман Юриевич Романенко е руски космонавт, полковник от ВВС на Русия (от 30 декември 2009), Герой на Русия (12 април 2010).

## Биография
Роден е на 9 август 1971 г. в Шчолково, Московска област, РСФСР, СССР (дн. Русия). Баща му е 2 пъти героят на Съветския съюз, космонавтът Юрий Романенко.
Завършва през 1988 г. Ленинградското, дн. Санкт Петербургското Суворовско военно училище, а през 1992 г. завършва Черниговското висше военноавиационно училище за летци. Служи в армията до зачисляването си в отряда на космонавтите. Това става на 1 декември 1999 г., когато му е присвоена квалификацията космонавт-изпитател. Дотогава той от 16 януари 1998 до 26 ноември 1999 г. преминава общокосмическа подготовка. Прехвърлен е на служба в Центъра за подготовка на космонавти „Ю. Гагарин“, от Министерството на отбраната през август 2009 г. (по време на пребиваването си в космоса).
За времето на службата си усвоил самолетите L-39, Ту-134, и има общ нальот от около 800 часа. Квалифициран е като военен летец 3-ти клас.
Три пъти влиза в състава на дублиращи екипажи: МКС-9, МКС-11 и МКС-15. През юли 2008 г. е назначен в основния екипаж на 20-а експедиция на МКС за командир на кораба „Союз ТМА-15“, с който на 27 май 2009 г. той, заедно с Франк Де Вини (Белгия) и Роберт Тирск (Канада) пристига на МКС. Приземява се на 1 декември 2009 г. Продължителността на полета е 187 денонощия 20 часа 40 минути 41 секунди.
Той е третият потомствен космонавт в света (първия – Сергей Волков, втория – космическия турист Ричард Гериът).
На 12 април 2010 г. Президента на Русия Дмитрий Медведев подписва Указ за присвояване на званието Герой на Русия и почетното звание „Летец-космонавт на Русия“ на космонавта-изпитател – командира на отряда космонавти на федералното държавно бюджетно учреждение „Научноизследователски изпитателен център за подготовка на космонавти „Ю. Гагарин“ Роман Романенко. Званието си той получава за „мъжество и героизъм, проявени при осъществяването на космическия полет на Международната космическа станция“.